# 理查德·贝格斯
理查德·贝格斯（英語：Richard Beggs，1942年1月8日—）美国音频工程师。他曾因电影现代启示录赢得奥斯卡最佳音响效果奖。自1979年起，贝格斯曾参与超过60部电影的制作。

## 部分影视作品
- 现代启示录 (1979)[1]